# يوئيل موشيه سالومون

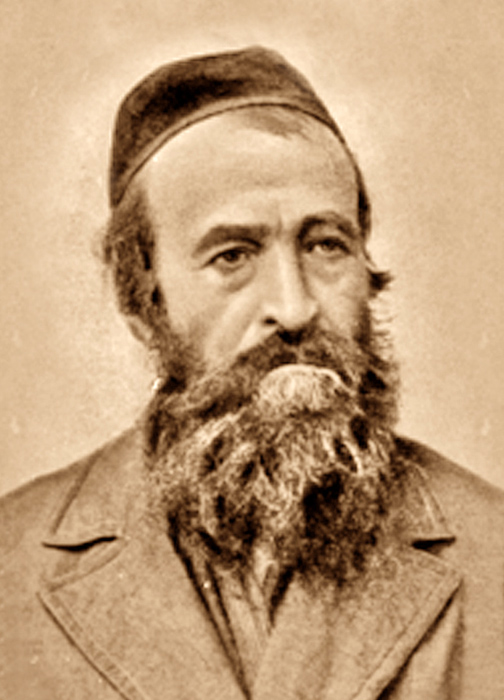
يوئيل موشيه سالومون

يوئيل موشيه سالومون (יואל משה סלומון؛ 8 مارس 1838 - 22 أكتوبر 1912) مشولخ (مبعوث في الشتات اليهودي) ورجل أعمال ومزارع في فلسطين العثمانية. وأحد مؤسسي صحيفة هاليفانون، أول صحيفة باللغة العبرية تُطبع في فلسطين. شارك في تأسيس العديد من المستوطنات اليهودية هناك، بما في ذلك نحالات هشفعاه وبتاح تكفا ويهود.

## سيرته
ولد في القدس لمردخاي سالومون أحد زعماء يشوب الأشكناز في القدس. هاجر جده الحاخام أبراهام شلومو زلمان تسورف إلى فلسطين ضمن علية طلبة غرا وكان أحد مؤسسي مستوطنة اليشوب الأشكنازي في القدس. كتب يوئيل موشيه تأبينًا لجده في الجنازة وكان يبلغ من العمر 13 عامًا. توفي والداه بوباء الكوليرا في عام 1865. تلقى تعاليم التوراة في القدس وتابع دراسته في مدرسة يشيفا في ليتوانيا، وعندما عاد إلى القدس التحق بمدرسة الحاخام عكيفا يوسف شليزنجر.
درس الطباعة أثناء إقامته في أوروبا في كونيغسبرغ، عند عودته إلى فلسطين في عام 1863 بادر مع ميخال هكوهين إلى إنشاء مطبعة عبرية في القدس. وقد قامت هذه المطبعة بطباعة جريدة هالبانون التي كان سالومون أحد المحررين الثلاثة لها إلى جانب مايكل هكوهين ويحيئيل بريل.
رفض سالومون التسليم بحقيقة الاكتظاظ والحرمان والعوز الذي يعيشه أهالي "اليشوب القديمة"، وكان من أبرز "محطمي الأسوار" وهم مهاجروا اليشوب القديم في القدس الذين أصبحوا رواد من استوطنوا خارج أسوار المدينة القديمة. أسس في عام 1869 رفقة ستة أعضاء آخرين انضموا إلى الجمعية حي نحلات شيفع. كان سالمون رائد المجموعة وعاش خلال الأشهر الأولى في أول منزل بناه في الحي لوحده لأن عائلته كانت تخشى مغادرة منزلهم الآمن داخل الأسوار. في عام 1872 كان ضمن مجموعة حاولت شراء أرض في أريحا دون نجاح. وفي نفس العام حاول أيضًا شراء أراضي ديران. وبعد سنوات قليلة، في عام 1874، كان من بين مؤسسي حي ميا شعريم، الذي تم تأسيسه بطريقة مماثلة لجمعية نحلات شيفع. كما كان ينشط داخل حدود البلدة القديمة، وكان أحد الذين استثمروا أموالهم للاستيلاء على الأرض الممتدة من باب النبي داود إلى حائط البراق (المنطقة التي أقيم عليها حي باتيه مخاسيه).
كان عضوًا في مجلس إدارة "اللجنة العامة للكنيست الإسرائيلي"، التي كانت في ذلك الوقت المؤسسة الرئيسية لطائفة الأشكناز في القدس. وعلى الرغم من ذلك، فقد عارض بشدة اعتماد يهود القدس على أموال الصدقات، ودعا إلى الاستيطان الزراعي في أرض فلسطين على أساس اقتصادي وإنتاجي. وأعرب عن هذه الآراء في مجلة "يهودا والقدس" التي أسسها عام 1877 وعمل رئيس تحريرها. وقد أثارت هذه الآراء استياء كبار حاخامات الكوليل الذي أعلن مقاطعة دورياته. وبعد عام من حروب المقالات المكتوبة، ترك سالومون صحيفته عندما نشر في عددها الأخير مقالاً كتب فيه: "لا تكثر من الكلام. اخرج إلى عالم العمل".
وهكذا، في عام 1878، كان سالومون أحد مؤسسي بتاح تكفا واستقر فيها. ورحل عنها بعد انتشار وباء الملاريا هناك، وأسس مستوطنة يهود. وفي يهود عاش وعمل لمدة سبع سنوات. ونشأ نقاش بعد رحيله عن بتاح تكفا حول مدى اعتباره أحد المؤسسين الذين يجب تخليد أسمائهم.
في عام 1888 وصل إلى زخرون يعكوف كجزء من وفد من "أحباء صهيون". تألف الوفد من ثلاثة أعضاء: يحيئيل ميخل بينس، وزئيف يفيتس، ويويل موشيه سالومون. وصل الوفد في محاولة لصياغة حل وسط في ثورة الفلاحين ضد مشرف البارون روتشيلد يهودا ورمسر. رفض الفلاحون عرض الوفد بوقف التمرد دون قيد أو شرط.
في عام 1895 تم إرساله بصفته مشولح نيابة عن اللجنة العامة لكنيست إسرائيل إلى روسيا، وأثناء وجوده في مدينة باساكا استضافه الحاخام كوك حاخام الجالية. وعمل بعد هذا اللقاء على جلب الحاخام كوك إلى فلسطين.
حياته عاد سالومون في نهاية إلى القدس وتوفي فيها في 22 تشرين الأول سنة 1912 ودُفن في جبل الزيتون.
1. 1 2  مذكور في: المكتبة المفتوحة. مُعرِّف المكتبة المفتوحة (OLID): OL5629945A. باسم: Joel Moses Salomon. الوصول: 9 أكتوبر 2017. المُؤَلِّف: آرون سوارتز. لغة العمل أو لغة الاسم: الإنجليزية.